# Fortepian
Fortepian (wł. pianoforte, skrót: pf. lub pfte.) – strunowy (chordofon), młoteczkowy, klawiszowy instrument muzyczny, zaliczany do rodziny cytr. Współczesny fortepian ma skalę od A2 (czasami najlepsze koncertowe od F2; instrumenty z początku XIX wieku od C1) do c5 (88 dźwięków/klawiszy). Typowy zakres częstotliwości dźwięków (przy stroju 440 Hz): od A2 = 27,50 Hz do c5 = ok. 4186,01 Hz.
W systemie klasyfikacji instrumentów muzycznych Hornbostela–Sachsa fortepiany klasyfikowane są jako chordofony czyli strunowe (pozycja w katalogu 314.122-4-8).
W fortepianie struny rozpięte na stalowej ramie uderzane są młoteczkami obciągniętymi filcem. Naciśnięcie klawisza powoduje uderzenie młoteczka w strunę, przenosząc jednocześnie dynamikę uderzenia w klawisz. Natychmiast po pobudzeniu struny młoteczek odbija się od niej i w zależności od siły uderzenia, zatrzymuje się wyżej lub niżej. Pozwala to na szybką repetycję (uderzanie kilka razy tego samego dźwięku w szybkim tempie), inaczej niż w pianinie. Po zwolnieniu nacisku na klawisz do struny przyciskany jest tłumik wyciszający jej drgania. W ten dość skomplikowany sposób mechanizm fortepianu realizuje podstawową cechę tego instrumentu odróżniającą go od wcześniejszych instrumentów strunowych klawiszowych, które nie miały możliwości kształtowania dynamiki dźwięku.
Podstawowym elementem fortepianu wydającym dźwięk są struny, jednak nazywa się go także instrumentem perkusyjnym, ze względu na to, że struny są uderzane, a nie szarpane (jak w klawesynie lub szpinecie). Potocznie zdarza się też zaliczanie go do instrumentów „klawiszowych”.

## Historia
Pierwsza wzmianka o fortepianie pochodzi z roku 1598 z listu Paliariona do księcia Modeny, w którym pisze on o instrumencie piano e forte (wł. „cicho i głośno”). Nie jest jednak jasne, czy chodziło o w pełni młoteczkowy instrument, czy jakąś odmianę innego, tradycyjnego instrumentu.
Fortepian wykształcił się z klawikordu. Twórcą instrumentu, który był protoplastą współczesnego fortepianu, był Bartolomeo Cristofori. W źródłach podaje się różne daty pojawienia się tego wynalazku, pomiędzy latami 1689 i 1709, choć najstarszy egzemplarz zachowany do naszych czasów pochodzi z roku 1720. Najczęściej za datę zbudowania pierwszego fortepianu podaje się rok 1711. Fortepian Cristoforiego, zwany clavicembalo col piano e forte, grający „cicho i głośno”, miał podwójne struny rozpięte na drewnianej ramie, ujęte w prostokątny korpus. Cristofori wyprodukował około dwudziestu takich instrumentów, po czym zaniechał produkcji, prawdopodobnie z powodu braku zainteresowania odbiorców.
Punktem zwrotnym we wczesnej historii fortepianu był entuzjastyczny artykuł autorstwa Scipione Maffeiego, w którym podane zostały szczegóły techniczne budowy instrumentu. Artykuł był kolportowany w całej Europie i spowodował u rzemieślników powrót zainteresowania budową tego instrumentu. Jednym z nich był Niemiec Gottfried Silbermann, który ulepszył konstrukcję fortepianu, m.in. przez wprowadzenie mechanizmu odłączania tłumika, który pozwalał na swobodne wybrzmiewanie strun. Z fortepianem Silbermanna w 1730 r. zapoznał się Jan Sebastian Bach, nie wykazał jednak większego zainteresowania. Dopiero ulepszony model z 1747 r. zyskał jego przychylność.

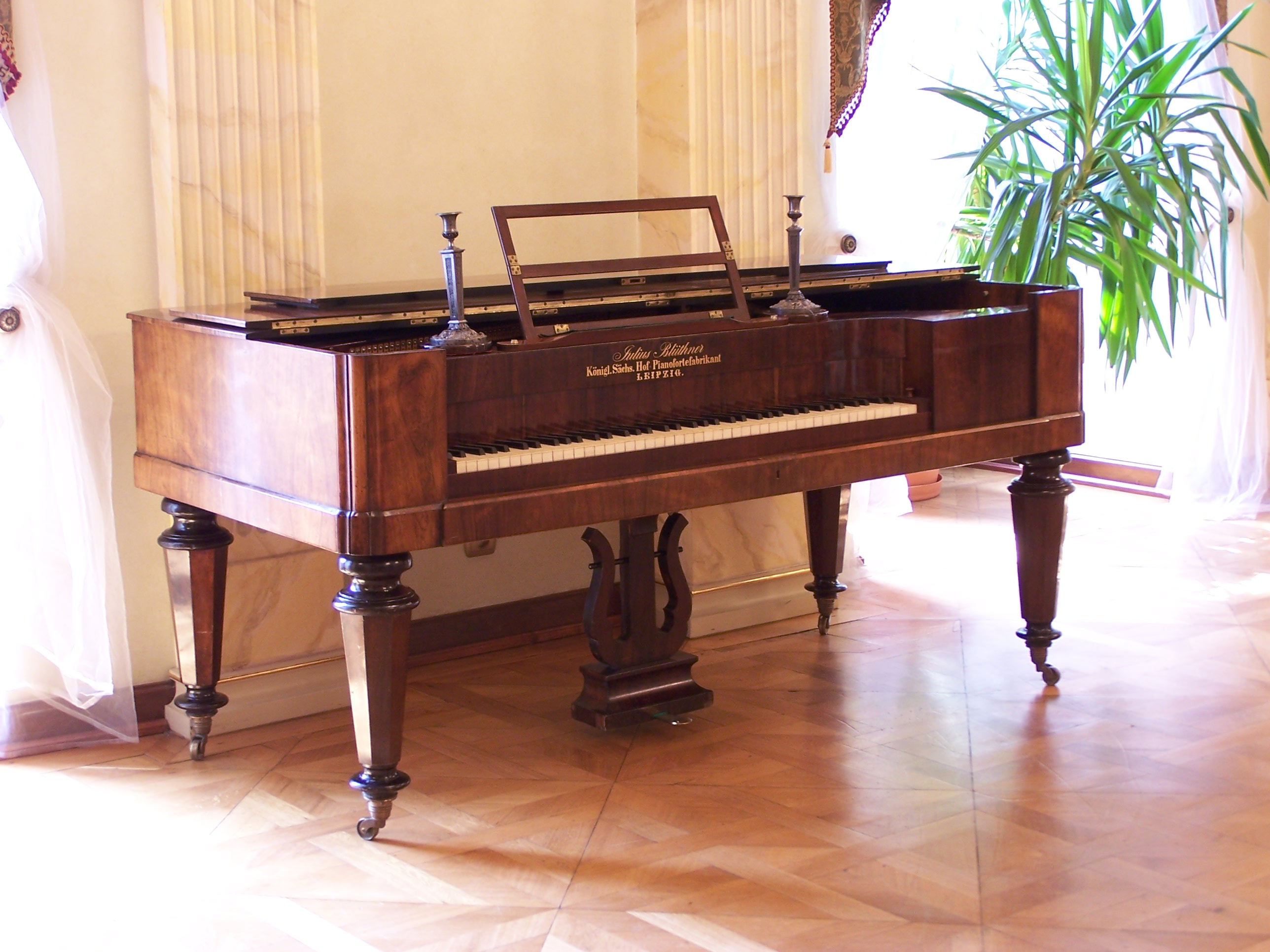
Fortepian stołowy

Kolejne dziesięciolecia są okresem wzrastającej popularności fortepianu. W całej Europie powstają firmy, specjalizujące się w produkcji tego instrumentu. Do najbardziej znanych należały: Schidemayer od 1735, Francisco Perez Mirabel w Hiszpanii od 1745, Stein od 1748, Thomas Gullifold w Londynie od 1750.
Ewolucję wczesnego fortepianu w instrument znany dzisiaj zawdzięczamy Ludwigowi van Beethovenowi i londyńskiemu wytwórcy fortepianów Broadwoodowi. Postępująca głuchota Beethovena wymagała coraz głośniejszych instrumentów. Fortepiany Broadwooda, produkowane specjalnie dla Beethovena, stawały się zatem coraz większe i głośniejsze. Ostatecznie producent wyposażył je w trzy struny dla każdego dźwięku, rozpięte na stalowej ramie. Kształt pudła rezonansowego instrumentu także zaczął zbliżać się do dzisiejszego. Stopniowo uległa też powiększeniu rozpiętość skali fortepianu. Tuż przed pierwszą połową XIX wieku osiągnęła 7 oktaw (od A subkontra do a czterokreślnego), później (pod koniec XIX w.) powiększono skalę do 7 i ¼ oktawy (tj. do c pięciokreślnego), przy czym jeszcze długo produkowano pianina o skali 7 oktaw. Rozpiętość 7 i ¼ oktawy jest standardem dla współczesnych fortepianów (88 dźwięków = klawiszy), od fortepianów gabinetowych do koncertowych (obecnie tę skalę mają także pianina, choć i 7-oktawowe bywają wciąż wytwarzane). Niektóre (bardzo nieliczne) fortepiany koncertowe, budowane na specjalne zamówienia, mają skalę 7 i ½ oktawy (od F subkontra do c pięciokreślnego). Fortepianem o największej skali może poszczycić się Bösendorfer; model 290 Imperial ma 97 klawiszy (pełne 8 oktaw) – od C subkontra (16,35 Hz) do c pięciokreślnego (4186 Hz). Większą rozpiętość skali mają jedynie organy (do 10 oktaw – tyle rozróżnia słuch ludzki).
Ze względu na różną długość fortepianów wyróżniamy cztery ich rodzaje:
- od 140 do 180 cm – fortepiany gabinetowe;
- od 180 do 210 cm – fortepiany salonowe;
- od 210 do 240 cm – fortepiany półkoncertowe;
- powyżej 240 cm – fortepiany koncertowe (przeciętnie 280 cm, niekiedy spotyka się i dłuższe, ok. 3 m lub jeszcze nieco więcej – największy Fazioli dł. 308 cm).

Od początku XIX wieku fortepian stał się dominującym instrumentem solowym i pozostaje nim nadal. Literatura pianistyczna zawiera setki tysięcy dzieł i jest częścią dorobku praktycznie każdego kompozytora okresu klasycyzmu, romantyzmu oraz kompozytorów współczesnych.
Wszechstronność zastosowań fortepianu sprawiła także, że jest on podstawowym instrumentem uzupełniającym w nauczaniu praktycznie każdej innej dziedziny muzyki.
W XX w. John Cage zaczął komponować utwory na tzw. fortepian preparowany. Preparacja polegała na wkładaniu między struny fortepianu różnych elementów np. śrub, sztućców, gwoździ, itp.

## Budowa

Przekrój podłużny fortepianu

1, 14 – rama żeliwna,
2 – nakrywa ruchoma przednia,
3 – sztaba dociskowa - element ramy żeliwnej,
4 – tłumiki,
5 – nakrywa ruchoma tylna,
6 – mechanizm tłumikowy,
7 – listwa pedałowa,
8 – przekaźnik pedału,
9, 10 – dźwignia pedału,
11 – pedały, prawy (forte), lewy (piano),
12 – mostek basowy oraz wiolinowy,
13 – kołki zaczepowe,
15 – płyta rezonansowa / dno rezonansowe,
16 – struna.

### Pedały

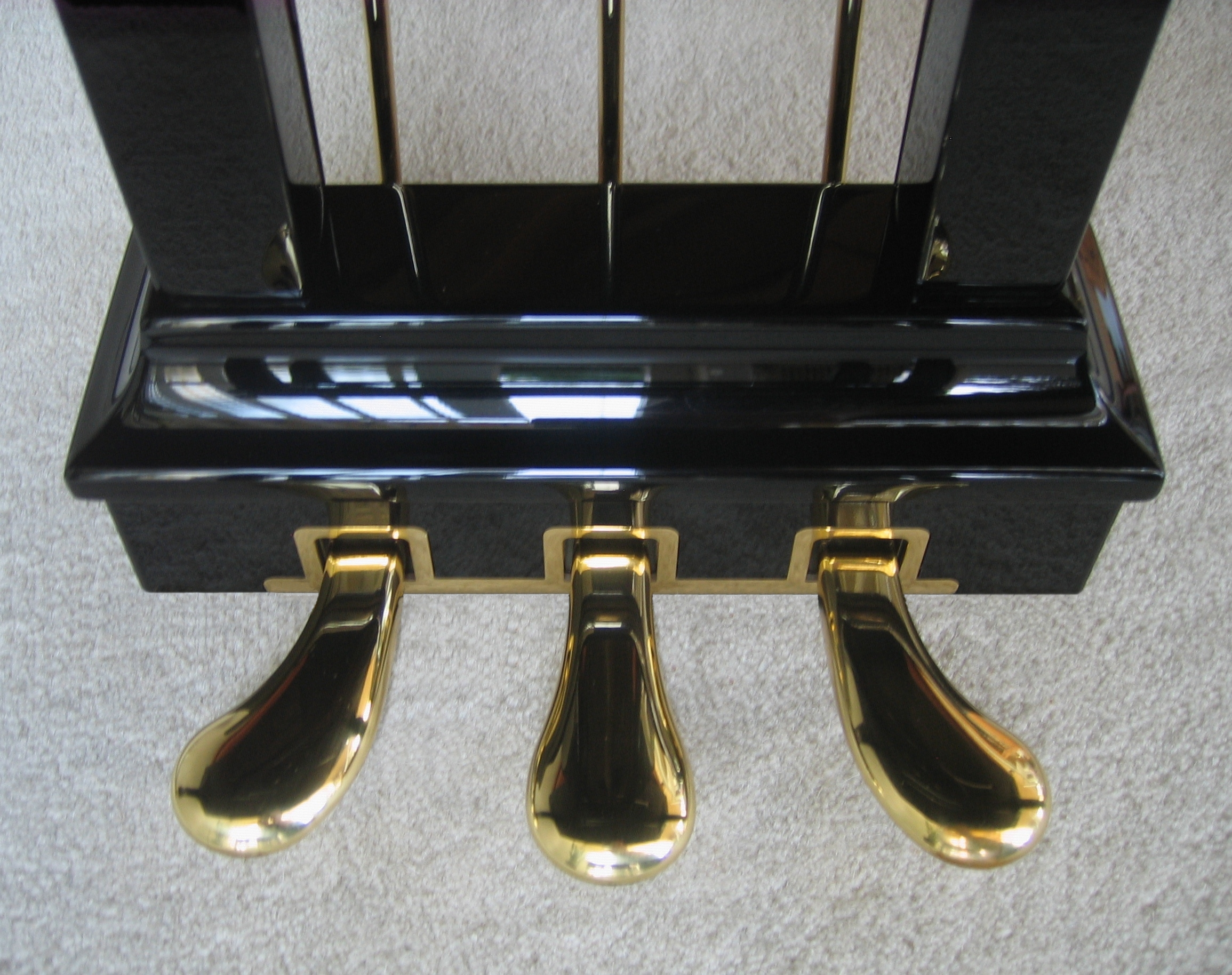
Pedały fortepianu, od lewej: una corda (piano), sostenuto oraz forte (sustain)

Poprzednikiem aktualnych były dźwignie kolanowe umieszczane pod stołem, poruszane kolanem pianisty. W wieku XIX fortepiany miały ich nawet do siedmiu. Spełniały one jednak inne funkcje niż dzisiaj. Użycie ich powodowało zmianę barwy instrumentu na np. lutniowy, janczarski, itp. W fortepianach i pianinach produkowanych od drugiej połowy XIX wieku zaczęto umieszczać trzy pedały, które to służyły do zmiany charakterystyki dźwięku. Z reguły w fortepianie są dwa lub trzy, przy czym ich funkcje podlegają pewnej wariacji.
Zapis nutowy umożliwia specjalne oznaczenia nakazujące wciśnięcie i zwolnienie wybranego.

#### Pedałforte
Najważniejszy i najczęściej używany jest pedał prawy, zwany także pedałem forte lub skrótowo „pedałem”. Struny większości dźwięków (poza najwyższymi) zaopatrzone są w tłumiki. Kiedy naciskany jest klawisz, tłumik podnosi się ze strun i następuje uderzenie młotka, natomiast kiedy ów klawisz zostanie zwolniony, na struny natychmiast opada tłumik i przerywa trwanie dźwięku. Wciśnięcie prawego pedału podnosi jednocześnie wszystkie tłumiki instrumentu, dźwięk trwa po zwolnieniu klawisza. Ma to kilka zastosowań.
Po pierwsze, pozwala na podtrzymanie pożądanych dźwięków i jednoczesne zwolnienie rąk, dzięki czemu można grać inne dźwięki. Umożliwia również uzyskanie efektu legato (płynnego przejścia) między dźwiękami, które są od siebie zbyt oddalone, aby można było je zagrać bez słyszalnej przerwy. Wzbogaca także fakturę dźwięku, umożliwiając wibrację strun sąsiednich, lecz nie od uderzenia młotka, ale przez przeniesienie drgań.
W ten pedał wyposażone są wszystkie fortepiany. Pełni zawsze tę samą funkcję.

#### Pedałpiano
Pedał lewy (wł. una corda – „jedna struna”) zwany także pedałem piano, zmienia brzmienie dźwięków na delikatniejsze i przytłumione. Na większość dźwięków w fortepianie przypadają trzy struny (poza najniższymi, które mają jedną lub dwie). Wciśnięcie lewego pedału powoduje przesunięcie całego mechanizmu (w tym klawiatury) odrobinę w prawo, przez co młotki trafiają w mniejszą liczbę strun. W pianinach pedał ten przysuwa je w ich kierunku, dzięki czemu pokonują krótszą drogę, a instrument wydaje cichsze dźwięki.

#### Pedałsostenuto
Środkowy pedał często nie występuje w tańszych i starszych modelach fortepianów. Kiedy jednak występuje, jego funkcja może być różna. Standardowo w fortepianach jest to tzw. pedał sostenuto i działa on nieco podobnie do prawego pedału. Nie podnosi on jednak tłumików, tak jak pedał forte, a tylko unieruchamia tłumiki już podniesione, co pozwala podtrzymać wybrane dźwięki i grać inne w sposób normalny. Pedał ten jest rzadko wykorzystywany w muzyce zarówno rozrywkowej jak i klasycznej.

## Mechanizmy

### Mechanizm angielski (francuski)

Schemat współczesnego mechanizmu angielskiego o podwójnej repetycji

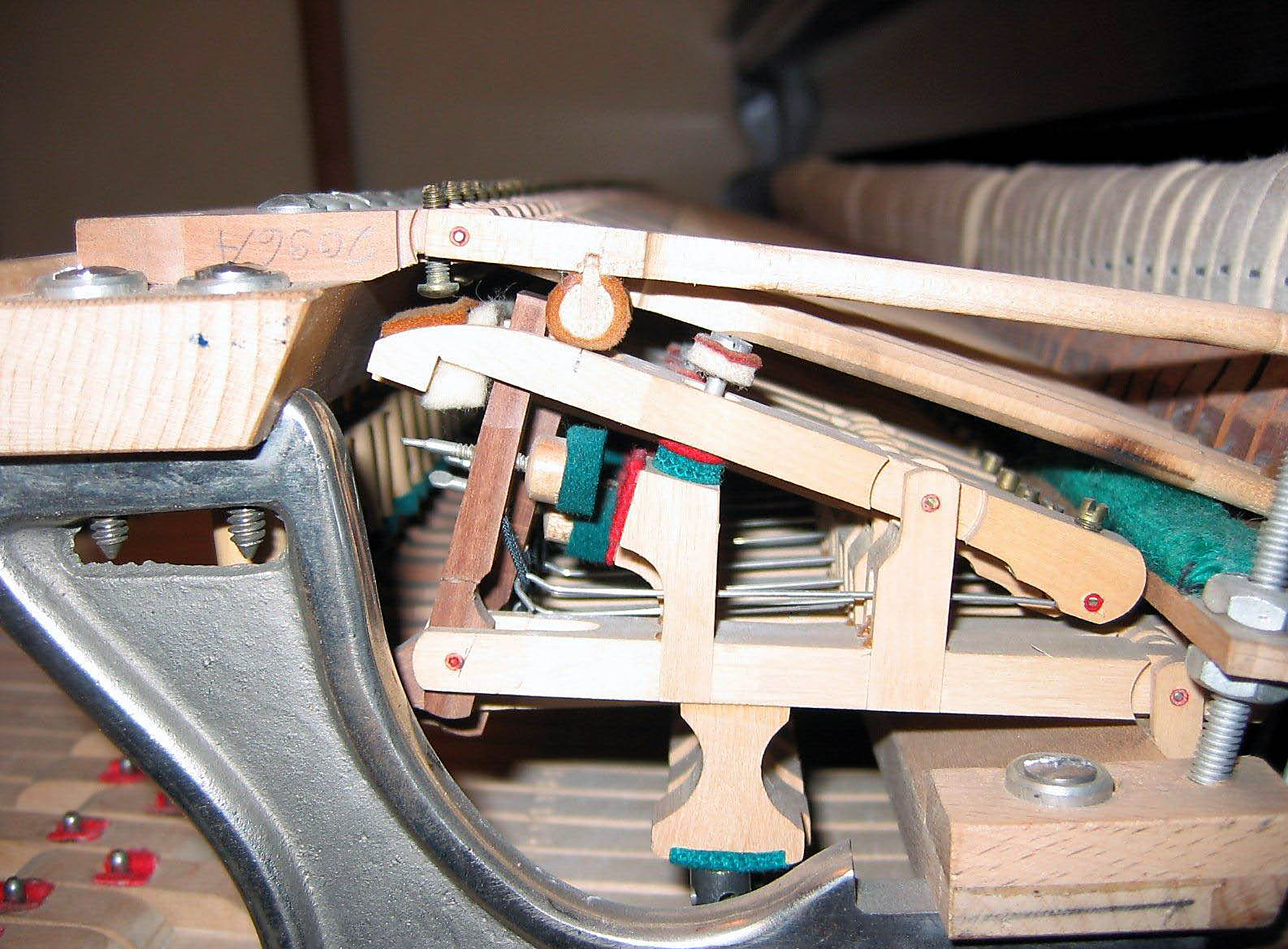
Mechanizm angielski

Współczesny mechanizm angielski jest w rzeczywistości mechanizmem francuskim, gdyż powstał we Francji, gdzie producenci fortepianów Érard i Pleyel pracowali nad udoskonaleniem tradycyjnej, staroangielskiej mechaniki o pojedynczej repetycji. Z tego wynika, iż stosowane powszechnie w niemieckich, angielskich etc. fortepianach aż do końca XIX wieku mechanizmy, zwane „angielskimi” (również staroangielskimi lub wczesnoangielskimi), nie miały podwójnej repetycji. Również z tego wynika, że pozornie prosty podział mechanik fortepianowych na mechanizm wiedeński (dawny; patrz niżej) i mechanizm angielski (współczesny) nie jest prawidłowy: maksymalnie uproszczony podział wielu odmian mechanizmów powinien uwzględniać 1. mechanizm wiedeński; 2. mechanizm staroangielski; 3. mechanizm nowoangielski (francuski), przy czym tylko ten ostatni jest stosowany dzisiaj, zaś pierwsze dwa są odmianami historycznymi.

### Mechanizm angielski (współczesny), schematycznie
1 – dźwignia klawiszowa,
2 – pilot,
3 – dźwignia główna,
4 – występ oporowy popychacza,
5 – popychacz,
6 – widełki młotka,
7 – śruba regulacyjna skoku dźwigni repetycyjnej,
8 – bródka młotka (baryłka),
9 – dźwignia repetycyjna,
10 – zespół młotka,
11 – chwytnik,
12 – widełki tłumika,
13 – kontrklawiatura,
14 – łyżeczka tłumikowa,
15 – tłumik,
16 – struna,
17 – rama żeliwna (tzw. metalowa płyta),
18 – agrafa,
19 – kołek stroikowy,
20 – strojnica.

### Zasada działania
Przy uderzeniu w klawisz pilot (2) podnosi dźwignię popychacza (5), podrzuca młotek, występ oporowy (4), odłącza popychacz od bródki młotka (8). Młotek opadając po uderzeniu w strunę (16) opiera się na dźwigni repetycyjnej (9) i przechyla ją swoim ciężarem. Jeśli klawisz pozostał naciśnięty wówczas młotek opadając jest hamowany przez chwytnik (11). Jeśli w tym momencie lekko osłabić nacisk palca na klawisz (1), czyli pozostawić na niewielkie podniesienie do góry zacznie się opadanie dźwigni. Oswobodzony od występu oporowego popychacz (5) jest odsuwany sprężyną pod bródką młotka (8). To samo niewielkie opadniecie tylnego końca dźwigni klawiszowej powoduje rozdzielenie chwytnika (11) i młotka. Wówczas przygięta sprężyna repetycyjna wyprostuje się podrzucając krótkim skokiem dźwignię repetycyjną (9) i młotek. W tym momencie popychacz (5) wskakuje pod bródkę młotka (8). W ten sposób mechanizm, przy prawie całkowitym naciśniętym klawiszu, jest znów gotów do ponownego uderzenia. Taka specyfikacja podwójnej repetycji pozwala prawie nieprzerwanie powtarzać jeden i ten sam dźwięk. Szybkość powtarzania w lepszych mechanizmach osiąga 12–15 uderzeń na sekundę. Rzecz w dźwigni repetycyjnej i podpierającej ją sprężynie repetycyjnej, które utrzymują młotek w zawieszeniu, pozwalając popychaczowi wsuwać się pod bródkę młotka i powodować kolejne podrzucenie młotka.

### Dawny – wiedeński, o pojedynczej repetycji
Mechanizm wiedeński schematycznie:
1. – klawisz,
2. – chwytnik,
3. – głowa młotka,
4. – strojnica,
5. – kołek stroikowy,
6. – agrafa,
7. – struna,
8. – wspólna listwa tłumika,
9. – wypełnienie ołowiane,
10. – klocek tłumika,
11. – drut łączący,
12. – prowadnica tłumika,
13. – pasek pergaminowy,
14. – wspólna listwa tłumika,
15. – sprężynowy drut wyślizgu,
16. – wyślizg,
17. – nasada młotka,
18. – widełki,
19. – uchylacz tłumika,
20. – zagięty drut przekazujący,
21. – ramię młotka.

Zasada działania:

Mechanizm wiedeński schematycznie

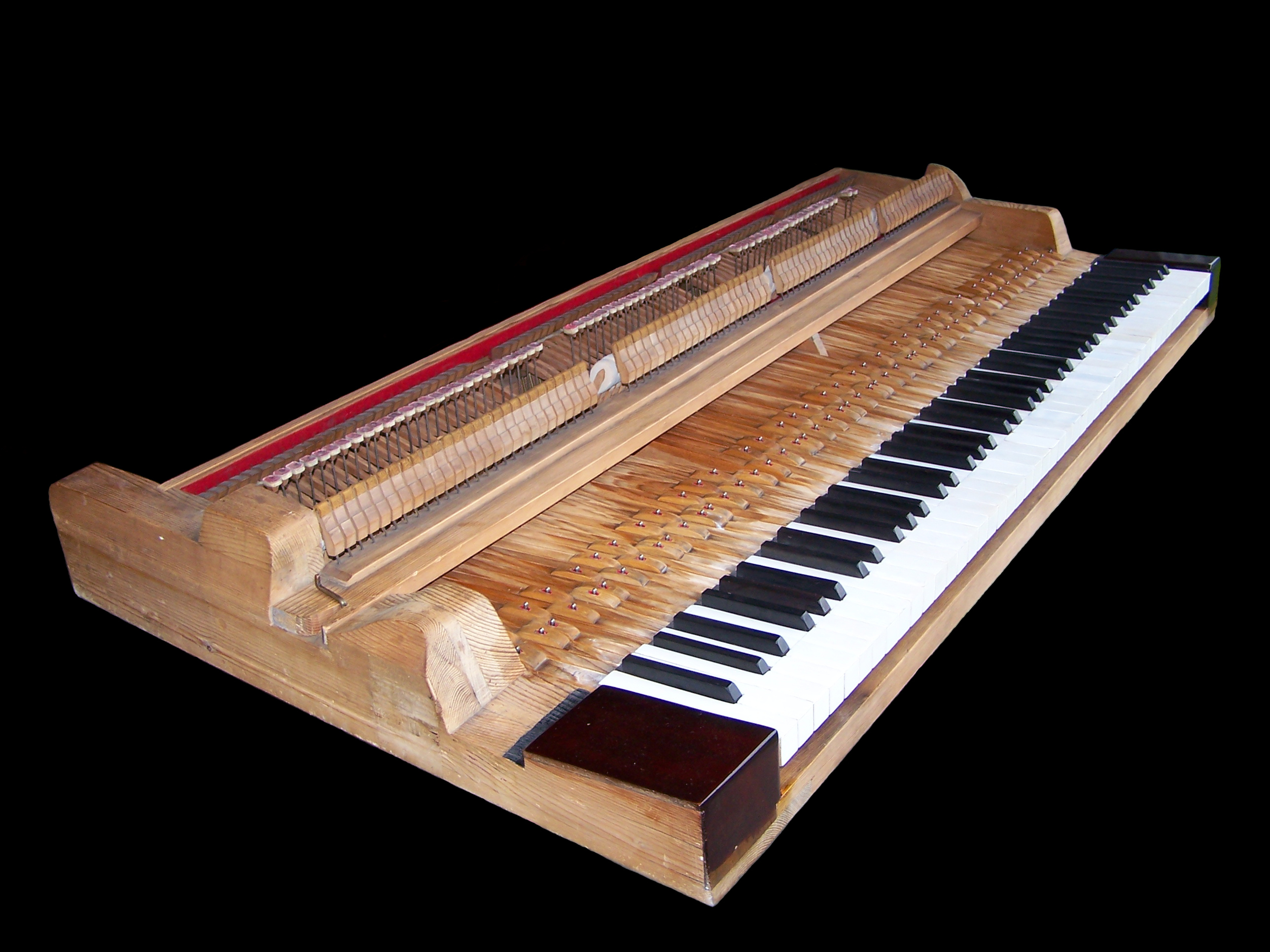
Mechanizm wiedeński

Naciskając na klawisz (1) tylna jego część podnosi się do góry, zmniejszając przestrzeń pomiędzy wystającą tylną częścią klawisza a filcem odpowiedzialnym za parametr głębokości gry. W tym samym momencie nasada młotka (17) styka się z wyślizgiem (16). Dzięki temu ramię młotka (21) umieszczone w metalowych widełkach (18) przybliża się w kierunku strun (7). W odległości 2-3 mm od strun następuje moment wyzwolenia dzięki odsunięciu się wyślizgu znad nasady młotka. Młotek uderza w strunę i opada na chwytnik (2) w połowie odległości do strun. W międzyczasie uchylacz tłumika (19) zakończony klockiem drewnianym wraz z filcem podnosi tłumik w odległości 2/3 drogi młotka do strun. Po zwolnieniu klawisza nasada młotka wsuwa się pod wyślizg (16) i klawisz jest gotowy do ponownego cyklu pracy.

## Strojenie

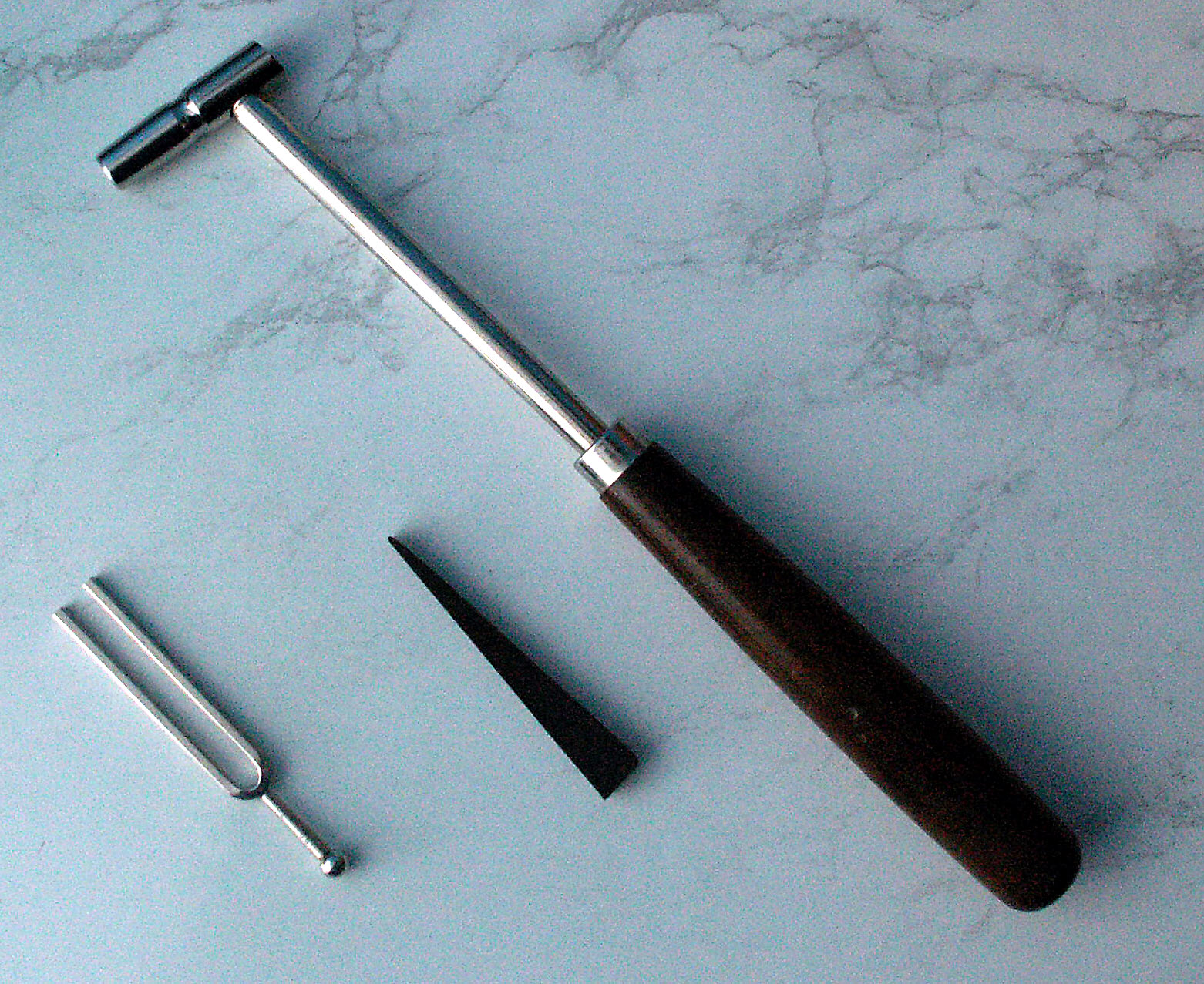
Zestaw do strojenia pianin i fortepianów – od lewej: kamerton, klin do tłumienia niestrojonych strun, klucz do strojenia

Strojenie temperacji systemem kwartowo-kwintowym.
a1 – od kamertonu
a1 – a – oktawa w dół
a – e1 – kwinta w górę
e1 – h – kwarta w dół
h – fis1 – kwinta w górę
fis1 – cis1 – kwarta w dół
cis1 – gis1 – kwinta w górę
gis1 – dis1 – kwarta w dół
dis1 – ais(b) – kwarta w dół
b – f1 – kwinta w górę
f1 – c1 – kwarta w dół
c1 – g1 – kwinta w górę
g1 – d1 – kwarta w dół.
Każda kwinta i kwarta musi mieć odpowiednią częstotliwość dudnień (dudnienie ma tym mniejszą częstotliwość, im niżej położone dźwięki danego interwału); używając systemu równomiernie temperowanego, nie uzyskuje się przy tym idealnie czystych kwint i kwart, co ma znaczenie fizjologiczne. Dźwięki poszczególnych strun dla jednego dźwięku (zależnie od wysokości dźwięku 1-3 struny, w niektórych instrumentach 4) stroi się osobno, pozostałe struny tłumiąc za pomocą klina gumowego lub drewnianego. Resztę dźwięków stroi się w oktawach od temperacji.
Strojenie fortepianu jest dosyć trudne, stąd też w zasadzie powinno być przeprowadzone przez fachowca – stroiciela. Fortepian i pianino (w przeciwieństwie do np. skrzypiec) charakteryzuje się stosunkowo dużą stabilnością stroju i wymaga strojenia jedynie od czasu do czasu (przeciętnie raz lub dwa razy w roku). Strojenie coraz częściej wspomaga się urządzeniami elektronicznymi – tunerami (nie sprawdzają się przy tym najprostsze modele).

## Producenci

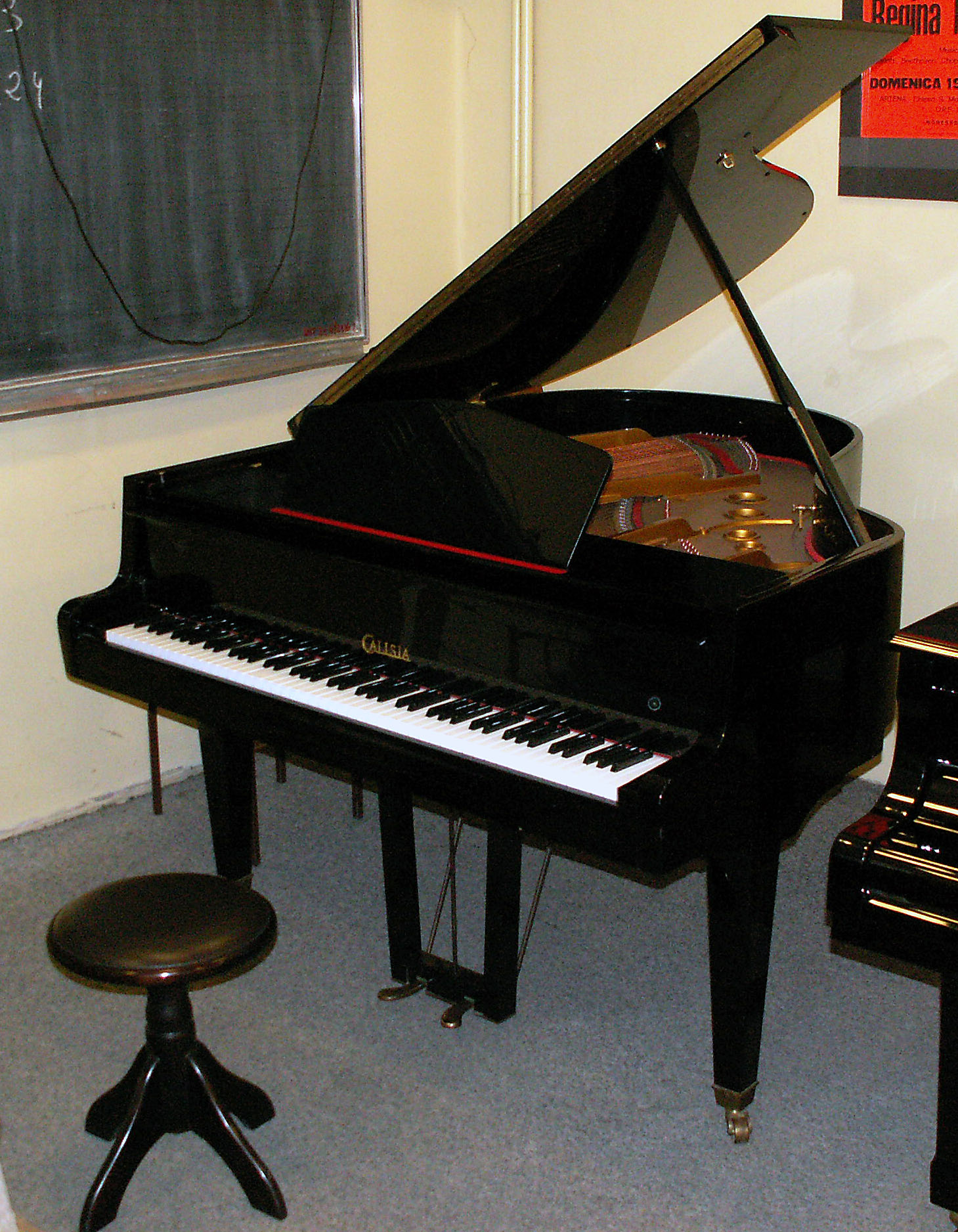
Fortepian Calisia. ok. 1993 r. M-165

Na przestrzeni lat na świecie rozwijały się kolejne wytwórnie fortepianów. „Złotym wiekiem” dla budownictwa fortepianowego był wiek XIX. Każda wytwórnia, chcąc zdobyć większą liczbę odbiorców, ulepszała swoje fortepiany o kolejne patenty. Do najlepszych światowych wytwórni zaliczamy: Steinway, Carl Bechstein, Ignaz Bösendorfer, Blüthner, Paolo Fazioli, Yamaha, Kawai, Petrof, Jean-Henri Pape i inni. Do najlepszych fabryk do 1945 znajdujących się na obecnych terenach Polski zaliczamy: Krall i Seidler (Warszawa), Arnold Fibiger (Kalisz), Theodor Betting (Kalisz), Bruno Sommerfeld, Fabryka fortepianów Małecki, Ed. Seiler – Legnica i inni.

## Muzeum Fortepianów
We wnętrzach pałacu Mostowskich zespołu pałacowo-parkowego w Ostromecku koło Bydgoszczy znajduje się Kolekcja Zabytkowych Fortepianów im. Andrzeja Szwalbego. Od 1978 roku fortepiany gromadzono w pomieszczeniach budynku Filharmonii Pomorskiej w Bydgoszczy, a w 2000 roku przeniesiono je do XVIII-wiecznego pałacu w Ostromecku. Kolekcja obejmuje około 50 fortepianów skrzydłowych, stołowych, pianin oraz innych instrumentów, wyprodukowanych w XIX wieku w Polsce, innych krajach europejskich oraz USA.